# A Republikanska futbolna grupa 1973-1974
L'edizione 1973-74 della A PFG vide la vittoria finale del Levski-Spartak Sofia, che conquistò il suo dodicesimo titolo.
Capocannonieri del torneo furono Petko Petkov del Beroe Stara Zagora e Kiril Milanov del Levski-Spartak Sofia con 19 reti.

## Classifica finale
|    | Classifica                              | G  | V  | N  | P  | GF | GS | Dif | Pt |
| -- | --------------------------------------- | -- | -- | -- | -- | -- | -- | --- | -- |
| 1  | Levski-Spartak Sofia                    | 30 | 21 | 5  | 4  | 58 | 30 | +28 | 47 |
| 2  | CSKA Septemvrijsko zname Sofia (C) (CB) | 30 | 19 | 8  | 3  | 54 | 27 | +27 | 46 |
| 3  | Lokomotiv Plovdiv                       | 30 | 13 | 8  | 9  | 49 | 36 | +13 | 34 |
| 4  | FK Etăr                                 | 30 | 13 | 7  | 10 | 38 | 30 | +8  | 33 |
| 5  | Lokomotiv Sofia                         | 30 | 12 | 9  | 9  | 35 | 32 | +3  | 33 |
| 6  | Akademik Sofia                          | 30 | 11 | 10 | 9  | 37 | 38 | -1  | 32 |
| 7  | Botev Vraca                             | 30 | 12 | 6  | 12 | 42 | 48 | -6  | 30 |
| 8  | Slavia Sofia                            | 30 | 10 | 8  | 12 | 36 | 33 | +3  | 28 |
| 9  | Černo More Varna                        | 30 | 11 | 6  | 13 | 42 | 42 | 0   | 28 |
| 10 | Trakija Plovdiv                         | 30 | 7  | 13 | 10 | 36 | 42 | -6  | 27 |
| 11 | Pirin Blagoevgrad (N)                   | 30 | 11 | 5  | 14 | 29 | 43 | -14 | 27 |
| 12 | Jantra Gabrovo (N)                      | 30 | 10 | 5  | 15 | 40 | 49 | -9  | 25 |
| 13 | Minjor Pernik                           | 30 | 7  | 11 | 12 | 28 | 45 | -17 | 25 |
| 14 | Spartak Pleven                          | 30 | 7  | 10 | 13 | 32 | 43 | -11 | 24 |
| 15 | Beroe Stara Zagora                      | 30 | 7  | 7  | 16 | 50 | 46 | +4  | 21 |
| 16 | Ž-SK Spartak Varna                      | 30 | 7  | 6  | 17 | 26 | 48 | -22 | 20 |

- (C) Campione nella stagione precedente
- (N) squadra neopromossa
- (CB) vince la Coppa nazionale

### Verdetti
- Levski-Spartak Sofia Campione di Bulgaria 1973-74.
- Beroe Stara Zagora e Ž-SK Spartak Varna retrocesse in B PFG.

### Qualificazioni alle Coppe europee
- Coppa dei Campioni 1974-1975: Levski-Spartak Sofia qualificato.
- Coppa delle Coppe 1974-1975: CSKA Septemvrijsko zname Sofia qualificato.
- Coppa UEFA 1974-1975: Lokomotiv Plovdiv e FK Etăr qualificate.